# Torre delle Acque

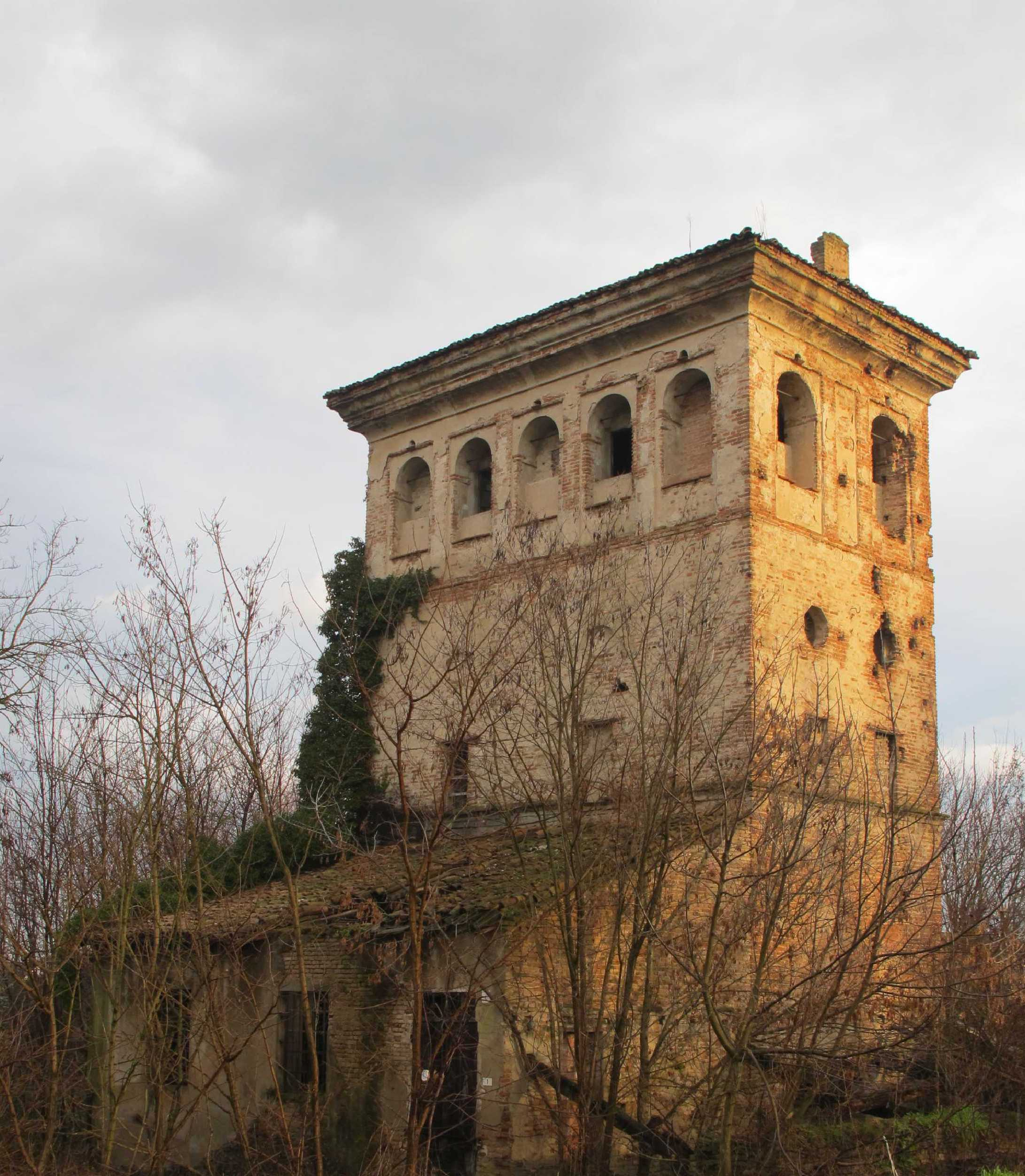
Torre delle Acque in Colorno

Die Torre delle Acque ist ein alter Wasserturm an der Provinzstraße von Colorno nach Torile in der italienischen Region Emilia-Romagna. Der Turm am westlichen Ortsrand von Colorno.

## Geschichte
Die erste hydraulische Anlage in Zusammenhang mit dem Zusammenfluss des Canale Galasso des Canale Lorno und des Parmabaches wurde um die Mitte des 15. Jahrhunderts errichtet, wahrscheinlich von dem Bauingenieur Aristotele Fioravanti aus Bologna. Die Gegend war bereits damals ein aus wasserbaulicher Sicht  strategischer Ort; in den folgenden Jahrhunderten wurden dort auch andere Gebäude für die Wassernutzung erbaut: im 16. Jahrhundert die Case dei Pescatori (dt.: Fischerhäuser), im 19. Jahrhundert die Mulino della Corona (dt.: Kronenmühle) und ebenfalls im 19. Jahrhundert die Fabbrica dell’Ossigeno (dt.: Sauerstofffabrik).
Anfang des 18. Jahrhunderts erforderte die Entwicklung des großen Parks des benachbarten Palazzo Ducale den Bau einer neuen Wasserhebeanlage, die im Stande sein sollte, die zahlreichen Springbrunnen zu versorgen, die den Garten bereicherten, darunter den Trianonbrunnen und den Proserpinabrunnen; der Herzog Francesco Farnese beauftragte daher mit der Projektierung des Turms den Bauingenieur Jean Baillieul, der bereits an den wasserbaulichen Anlage des Parks gearbeitet hatte.
Mit dem Aussterben der Dynastie Farnese 1731 verlor jedoch die Anlage ihre ursprüngliche Funktion der Sammlung und Förderung von Wasser und wurde nicht mehr genutzt; sie wurde in ein Wohngebäude umgewandelt und im 19. Jahrhundert wurden an die Südwest- und Südostfassade zwei neue Baukörper angebaut, in denen eine Ölpresse, bzw. ein Hühnerstall, untergebracht wurden. Heute sind diese fast vollständig zerstört.
Heute ist der Turm verfallen, aber es wurde 2015 eine Vereinbarung zwischen der Eigentümerfamilie Guiducci und der Associazione Agrithermae unterzeichnet, die den Umbau und die Sicherung des Gebäudes zum Ziel hat, sodass ein Wasserkraftwerk eingebaut werden kann. Ein kürzlich mit der Universität Parma zusammen entwickeltes Projekt sieht sogar den Umbau der Räumlichkeiten in ein Wassermuseum vor.

## Beschreibung

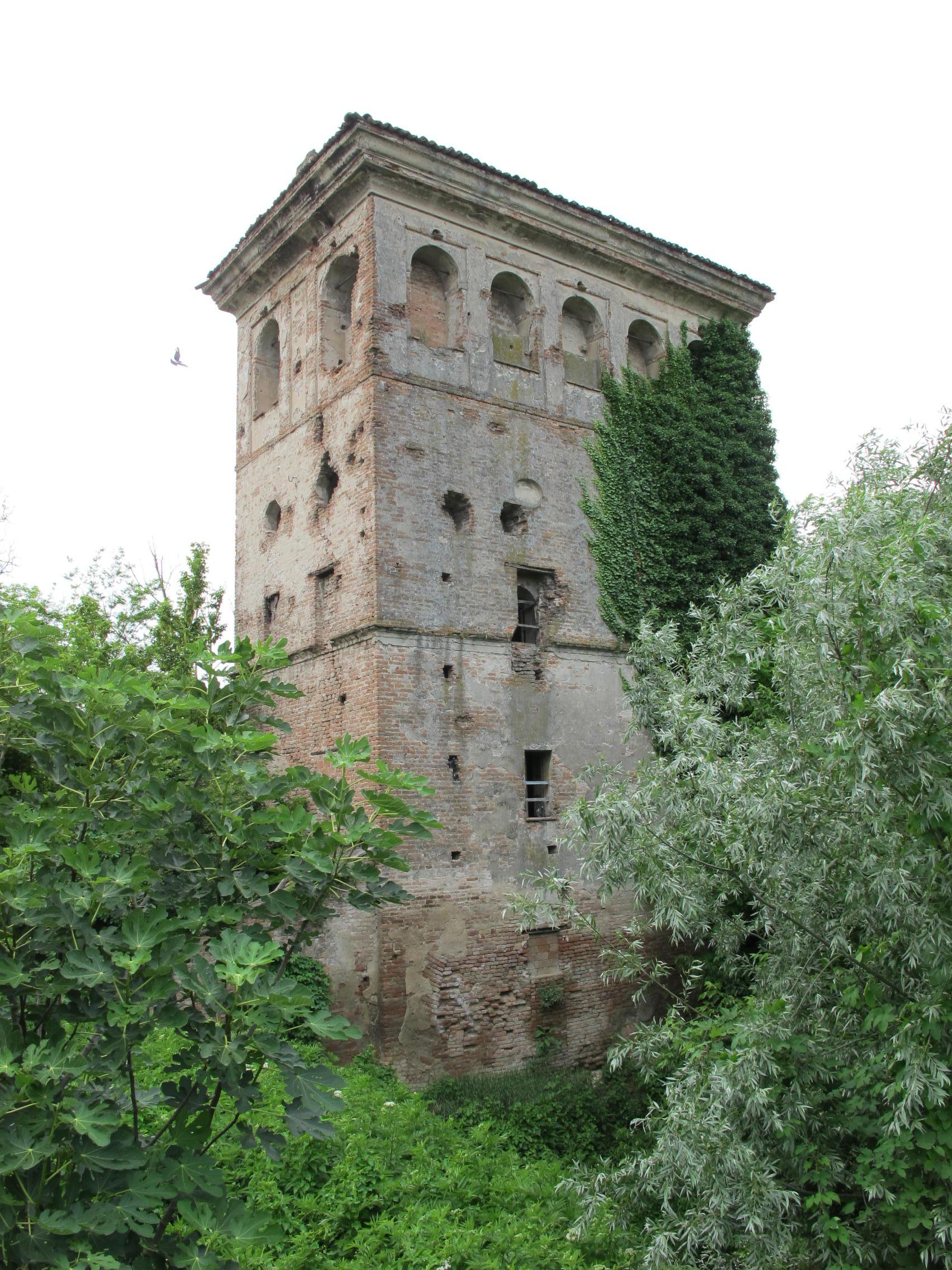
Nordostseite der Torre delle Acque

Das Gebäude besteht im Wesentlichen aus zwei aneinander gebauten, rechteckigen Baukörpern mit Grundflächen von 6 Metern × 11 Metern und 6 Metern × 10 Metern. Der ältere Baukörper ist der Turm im Nordosten, der 18 Meter hoch ist und ursprünglich dafür konzipiert war, eine ausreichende Fallhöhe zur Druckversorgung der Springbrunnen des Parks zu schaffen.
Die Fassaden, die heute in Sichtmauerwerk gehalten sind, waren ursprünglich verputzt; die Spuren des Putzes sind heute noch teilweise an der Südostfassade zu sehen. Mit den vier Stockwerken korrespondieren ebenso viele Fensterreihen, die zu unterschiedlichen Zeiten geschaffen wurden. Insbesondere zeigt sich ganz oben eine elegante Loggia mit Bögen auf allen vier Seiten, die von Anfang an vorhanden war, aber deren Bögen später innen vermauert wurden. Zwei Gesimse bereichern zusätzlich die Fassaden, die von einem breiten Traufgesims, das das vierseitige Dach trägt.
Im Inneren ist das Erdgeschoss, in das man von Nordwesten aus gelangt, in zwei rechteckige Räume unterteilt, die den Hauptbaukörpern des Gebäudes entsprechen. Der Raum unter dem Turm ist mit einem Boden aus Eisen und Mauerwerk bedeckt, der mit einem Korbbogen abschließt, während sich über dem Raum im Bau aus dem 19. Jahrhundert ein Pultdach befindet, das heute teilweise eingestürzt ist.
Die beiden Obergeschosse des Turms wurden aufgebaut, als dieser in ein Wohngebäude umgewandelt wurde, wogegen das oberste Stockwerk, das durch ein breites, massiges Spitzbogengewölbe gestützt wird, ursprünglich der Sammeltank für das Wasser war. Zur Zeit des Baus wurde das Wasser des Canale Galasso durch ein Wasserrad gefördert, das unter dem Tonnenrundgewölbe lag und außen durch einen Spitzbogen über dem Wasserlauf verkleidet war, und dann mithilfe einer Kolbenpumpe bis in den Tank gepumpt. Dieser war dann über ein Netz von Bleirohren, die teilweise in großer Höhe und teilweise in der Landschaft vergraben, mit den Springbrunnen des Parks verbunden. Heute sind von der alten Hebeanlage nur noch Spuren der Schlitze in den Mauern vorhanden.